# Lieck (Heinsberg)
Lieck ist ein Stadtbezirk der Stadt Heinsberg im Kreis Heinsberg in Nordrhein-Westfalen.

## Geschichte
Die Siedlung an der Liecker Mühle ist in fränkischer Zeit entstanden. Vorher hieß die Siedlung Aldenhoven, mit der typischen Endung „-hoven“, die auch bei Kirchhoven und Aphoven auffällt.
Am 25. Januar 1945 eroberten britische Verbände im Rahmen der Operation Blackcock Lieck, Kirchhoven, Driesch, Haas und Vinn ohne Gegenwehr. Am Tag zuvor hatten sie die Ruinen von Heinsberg erobert und dabei 180 Kriegsgefangene gemacht. Darauf hatten sich Wehrmachteinheiten auf dem Westufer auf das Ostufer – hinter die Rur – zurückgezogen.

## Busverkehr
Die AVV-Buslinie 475 der WestVerkehr verbindet Lieck wochentags mit Heinsberg, Waldfeucht und Tüddern. Abends und am Wochenende kann der MultiBus angefordert werden.
| Linie | Verlauf |
| ----- | --- |
| 475   | (Oberbruch – Unterbruch) / Heinsberg Agentur für Arbeit – Heinsberg Busbf – Lieck –Kirchhoven – Vinn – Haaren – Obspringen – Brüggelchen – Waldfeucht – Bocket – Abzw. Nachbarheid – Breberen – Saeffelen – Heilder – Höngen – (Stein – Havert – Schalbruch – Isenbruch – Millen –) Tüddern |

## Sport und Freizeit
- Sportanlage des 1. FC Heinsberg-Lieck
- Spielplatz inklusive frei nutzbarem Fußballplatz
- Tennisanlage des Tennisclub Lieck e. V.
- St. Martini Schützenbruderschaft Lieck
- Tennis-/Badminton-/Squashhalle
- Angelsport am Horster See
- Bürgerhaus
- Badesee „Lago Laprello“ inklusive Sandufer, Bootsverleih, Wohnwagenanlage und Ferienwohnungen

## Sonstige Einrichtungen
- Kindergarten
- Altersheim
- Grundschule Kirchhoven/Lieck

## Nachweise zur Geschichte
- Marco Kieser: Die Baudenkmäler im Kreis Heinsberg. Stadtgebiet Heinsberg 2. Teil. In: Heimatkalender des Kreises Heinsberg. Jahrgang 2010, S. 131–147.

## Nachweise zu geografischen Angaben
- Planmappe No 2 Kreis Heinsberg vom Blees Verlag aus Düren